# Klara Milič
Klara Milič (titolo originale in russo: Клара Милич (После смерти)) è l'ultimo lavoro letterario dello scrittore russo Ivan Sergeevič Turgenev, scritto tra agosto e ottobre 1882 a Bougival e pubblicato in patria sul Vestnik Evropy nel numero di gennaio del 1883. Il racconto è la sottile analisi psicologica dell'anima di un giovane che scopre di amare una donna solo dopo il suicidio di lei.

## Storia dell'ideazione e pubblicazione

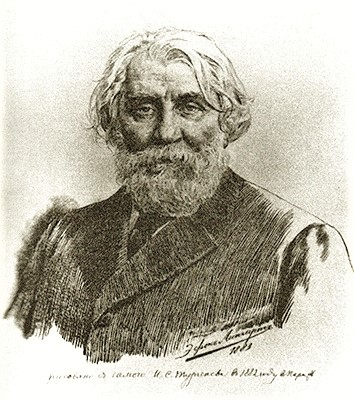
Ivan Turgenev in una foto di Ėrnst Lipgart del 1882

L'idea della storia fu ispirata a Turgenev nel dicembre 1881 da un fatto realmente accaduto: l'amore dello zoologo Vladimir Alenicyn per l'attrice e cantante lirica Evlalija Kadmina, un amore che assunse connotazioni patologiche giacché scoppiò dopo il suicidio della donna. La vicenda di questa passione inusuale fu raccontata allo scrittore dall'amico Jakov Polonskij. In una lettera del 20 dicembre 1881 (1 gennaio 1882) a lui diretta Turgenev scrive: «Assai singolare è la vicenda psicologica dell'amore postumo di Alenicyn che mi avete reso noto. Da ciò si può ricavare un racconto semi fantastico nello stile di Edgar Poe».
La stesura del racconto è però cominciata tempo dopo, come risulta da una lettera a Michail Stasjulevič del 14 (26) agosto 1882 nella quale annuncia di aver cominciato a scrivere pochi giorni prima. L'opera fu in linea di massima realizzata già il 3 (15) settembre, quando fu inviata in lettura al critico letterario Pavel Annenkov che apprezzò moltissimo il racconto e consigliò a Turgenev di darlo alle stampe senza alcuna modifica, essendo privo di anche una sola «riga falsa, di una sbavatura, di enfasi, o di uno slancio troppo esasperato della fantasia».
Il 7 (19) ottobre Stasjulevič fu informato da Turgenev dell'invio del suo racconto, un manoscritto di settantaquattro pagine, dal titolo Posle smerti (Dopo la morte), che fu poi pubblicato sul numero di gennaio del Vestnik Evropy con la modifica del titolo in Klara Milič. A detta dell'editore, infatti, il titolo originale era «lugubre». Nel suo diario Turgenev annota il 12 gennaio 1882 che il giorno dopo il suo racconto sarebbe apparso sul Vestnik Evropy e il 15 sulla Nouvelle Revue; qui, con il titolo da lui scelto Après la mort. Dal carteggio di Turgenev con gli amici si evince comunque che lo scrittore non si risentì per il cambio del titolo, imposto da Stasûjuevič senza neppure averlo consultato. In seguito il titolo originale nella versione russa sarà aggiunto come sottotitolo.
Alencyn, a quanto riferito da Polonskij, non gradì il racconto, ritenendo che nessuno, fuorché lui, potesse comprendere l'animo della Kadmina, ed era altresì infuriato che la storia del suo amore per Evlalija fosse stata riferita a Turgenev, essendo la donna sua e di nessun altro. Ma chi era Evlalija Kadmina?

## Evlalija Kadmina

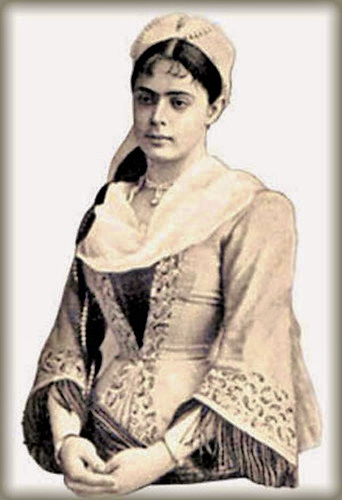
Evlalja Kadmina nel ruolo di Ännchen, protagonista del singspiel "Il franco cacciatore" di
Weber. L'interpretazione risale al 1873

Evlalija Pavlovna Kadmina nacque a Kaluga il 7 (19) settembre 1853 dal mercante Pavel Maksimovič e dalla bellissima zingara Anna Nikolaevna, rapita, secondo la voce corrente, da un campo di gitani, ma più verosimilmente portata via da un coro musicale tzigano di Mosca e poi presa in moglie. Evlalija fu la terza figlia della coppia. All'età di dodici anni il padre la mandò a studiare presso l'Istituto di Elisabetta, di Mosca, che curava l'educazione di fanciulle povere. Avendo una voce meravigliosa, cantava spesso per i visitatori dell'Istituto e in una di queste occasioni, quando aveva diciassette anni, fu notata da Nikolaj Rubinštejn, che la convinse a frequentare il Conservatorio e non mancò di aiutarla economicamente.
La prima apparizione sul palcoscenico della Kadmina fu l'anno seguente, come contralto, nel ruolo di Orfeo nell'Orfeo ed Euridice di Gluck, mentre come professionista esordì nel 1873, quando si fu diplomata al Conservatorio, al Bol'šoj, nel ruolo di Vanja nell'opera di Glinka Una vita per lo Zar. Nel 1875 iniziò a lavorare al Teatro Mariinskij di San Pietroburgo, ma la sua voce fu giudicata da alcuni settori della critica non abbastanza potente per gli standard del Teatro della capitale e lei, carattere orgoglioso e sensibile, tornò a Mosca per lasciarla poco dopo e partire alla volta dell'Italia. Qui si perfezionò nel canto e si provò come soprano. Cantò a Napoli, Torino, Firenze e Milano, suscitando interesse anche per la sua tenebrosa bellezza. A Milano si ammalò e fu curata dal medico Ernesto Falconi, che sposò. Lavorò quindi a Kiev, ma la sua passione per i ruoli da soprano finì col rovinarle presto la voce. Nel 1880, a causa della gelosia di Ernesto, il matrimonio naufragò: lui tornò in Italia e lei andò a lavorare presso il teatro dell'Opera di Charkiv. 
Senza più voce, dovette ripiegare sul teatro drammatico. Il suo debutto come attrice la vide interpretare il ruolo dell'Ofelia shakespeariana. Fu un grande successo, e altri ne seguirono. Il pubblico l’adorava, ma Evlalija era sempre più depressa e infelice. Nel 1881 la donna s'innamorò di un ufficiale appartenente a una nobile famiglia decaduta, sennonché lui decise presto di sposarsi e di cercare perciò un buon partito. Il 4 (16) novembre 1881 Evlalija stava interpretando il ruolo di Vasilisa Melent'eva nell'omonima commedia di Ostrovskij, quando vide l'amato con la sposa tra il pubblico. Durante l'intervallo Evlalija prese la scatola di fiammiferi che aveva in camerino, sciolse le capocchie di fosforo nel bicchiere e bevve il veleno. Tornata sul palcoscenico, cadde svenuta dopo pochi minuti, per morire al termine di sei giorni d'agonia.

## La trama
(Ivan S. Turgenev, Il canto dell'amor trionfante e altri racconti, Milano, 2016, p. 206)
Il venticinquenne Jakov Andreevič Aratov, orfano, vive a Mosca con la zia paterna Platonida Ivanovna, detta affettuosamente Platoša, che si dedica solo a lui e invoca continuamente il soccorso del Signore perché protegga il nipote. È un giovane dai tratti delicati, debole di salute, molto nervoso, sensibile, apprensivo, che conduce una vita appartata, allietata dai libri, un ex studente per mancanza di fiducia nell'istruzione universitaria e d'ambizione, che crede nella scienza e nei misteri insolubili dell’anima umana, nonché nell'esistenza di forze ed energie occulte, in ciò influenzato dal padre. Vergine d'animo, lo è anche di corpo, perché l'«innato pudore» ne ha frenato gli slanci emotivi.
Un giorno il suo unico amico, l'esuberante Kupfer, lo persuade a intervenire a una serata organizzata da una stravagante principessa georgiana, protettrice di artisti e grande conoscitrice di musica. Aratov, seppur riluttante, accetta l'invito, ma a metà serata torna a casa afflitto da una sensazione di malessere che non sa spiegare. Qualche tempo dopo Kupfer prega l'amico di assistere a una «matinée letterario-musicale» allestita da lui e dalla principessa. Una delle partecipanti è una ragazza dai molteplici talenti di nome Klara. A sentire questo nome Aratov ha un sussulto, avendo appena letto il romanzo di Walter Scott Le fonti di Saint-Roman, nel quale due fratellastri si contendono l'amore di Clara Mowbray, una fanciulla che finisce con l'impazzire per le forti emozioni vissute, e perché conosce una poesia di Krasov (1810-1854) dedicata a questo personaggio, la cui chiusa, che rimarca l'infelice destino della donna, lo ha particolarmente colpito. Quando Klara compare sul palcoscenico Aratov ricorda di averla già vista alla serata dalla principessa e realizza che era stata lei a lasciargli quel senso inspiegabile di turbamento.
La ragazza, l'espressione del cui «viso olivastro dai tratti vagamente ebraici o zingareschi, gli occhi... neri, sotto folte sopracciglia, il naso dritto un po' all'insù, le labbra sottili con una curva bella ma marcata, una enorme treccia nera, di cui si indovinava la pesantezza, la fronte bassa, immobile, quasi pietrificata», denota una natura impetuosa, decisa, non gli piace. Lei, invece, che lo individua tra il pubblico, comincia a fissarlo e per tutta la sua esibizione guarderà «attraverso le palpebre socchiuse» solo lui. Canta una romanza di Glinka e una di Čajkovskij, mostrando particolarmente in quest'ultima, dal titolo No, solo chi ha conosciuto il desiderio di un incontro, una grande emozione allorché intona gli ultimi due versi: «Comprenderà quanto ho sofferto e quanto io soffro». Dopo essersi esibita come cantante, Klara offre un saggio di recitazione, declamando la celebre lettera di Tat'jana a Onegin. Alle parole: «Un altro!... No, a nessun altro al mondo darei il mio cuore! Tutta la mia vita è stata un pegno del fedele incontro con te», si anima e guarda con arditezza Aratov. Poi rovina gli ultimi versi, ma il pubblico non se ne cura e chiede il bis; Jakov, invece, fugge via turbato da quegli occhi sfrontati sempre posati su di lui.

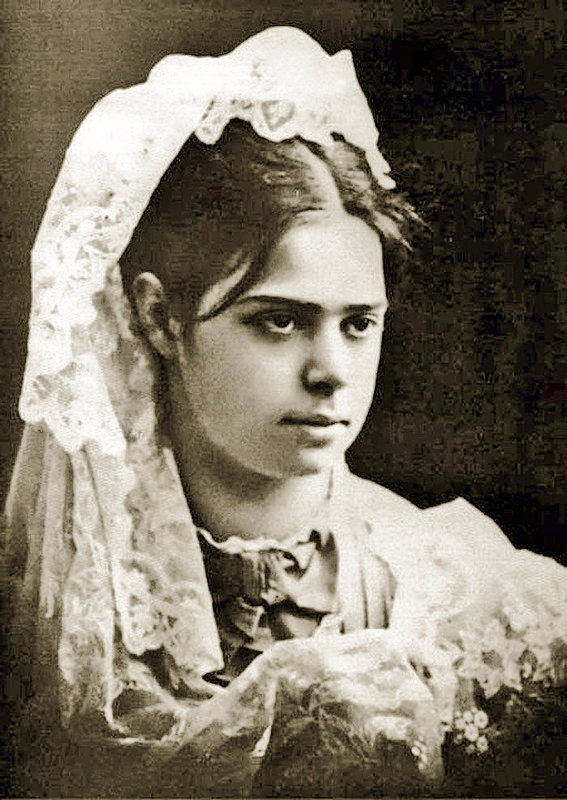
La descrizione del volto di Klara è abbastanza fedele al ritratto di Evlalija Kadmina

La modestia non fa neppure immaginare a Jakov di aver suscitato un sentimento d'amore in Klara, e comunque lei non somiglia alla donna dei suoi sogni. Il giorno successivo riceve un biglietto anonimo nel quale una sconosciuta gli chiede un rendez-vous per l'indomani nel centrale boulevard Tverskoj. Aratov indovina subito che l'invito viene da Klara e ne è parecchio indispettito: soprattutto non gradisce la sfacciataggine di un modo di fare tanto scoperto e teme il ridicolo insito nell'incontro tra due estranei. Deciso a non recarsi all'appuntamento, tuttavia si presenta sul luogo convenuto perfino in anticipo.
Giunge Klara. Con tanta timidezza lo ringrazia di essere venuto. Aratov inizia a dire di essersi presentato solo perché invitato e per «dissipare» l'eventuale malinteso che può averla indotta a fare questo passo. Dalle mezze parole di Klara si intuisce che lei aveva visto in lui fin dalla serata dalla principessa, qualcosa che l'aveva fatta innamorare e sperare che il sentimento potesse essere reciproco. Aratov si mette sulla difensiva e Klara lo rimprovera di non aver capito quanto le sia costato scrivergli, di temere solo per la sua dignità e di essersi fatto di lei un'opinione sbagliata. Il silenzio di Aratov, disorientato e inesperto nelle faccende di cuore, esaspera la focosa Klara che scoppia in una fragorosa risata nervosa e si allontana.
Trascorso un po' di tempo, capita tra le mani di Aratov un vecchio numero di un giornale moscovita dal quale scopre che Klara si è suicidata a Kazan', ingerendo del veleno proprio in teatro, e che il movente del gesto è da ricercare in un amore infelice. 
Sconvolto, Jakov si reca da Kupfer. Viene a sapere che Klara, il cui vero nome è Katerina Semënovna Milovidova, era una ragazza dal carattere ribelle, fiera, inaccessibile, dalla condotta esemplare e perciò «l'amore infelice» chiamato in causa dal giornale è di sicuro una frottola. Quella notte Jakov fa uno strano sogno nel quale vede una donna vestita di bianco, dal volto indistinguibile e con una coroncina di rose rosse sul capo, correre sulla neve, e all'improvviso lui si ritrova sdraiato a terra assieme a lei, «come un’effigie tombale». Lei prende vita, si solleva e fugge lontano, mentre Aratov non può più muoversi. Poi la donna torna verso di lui: è Klara. Jakov si sveglia e decide di partire per Kazan'. Porta con sé l’impressione che durante la notte qualcuno sia penetrato in lui e lo tenga ora in suo potere.
A Kazan' Aratov ha un lungo colloquio con Anna, la sorella maggiore di Klara, e da lei apprende che la fanciulla era stata promessa a un giovane mercante che ha rifiutato due settimane prima del matrimonio, ritenendolo vile, contro la volontà paterna, che aveva poi conosciuto un'attrice ed era partita con lei. Anna conferma che Klara non aveva una storia d'amore in atto: «Chi poteva raggiungere quell'ideale di onestà, di sincerità, di purezza... sì, di purezza che, nonostante tutti i suoi difetti, si ergeva sempre davanti a lei?». Anna presta a Jakov il diario di Klara e gli regala una sua fotografia in abito di scena. Aratov strappa la pagina dove Klara parla del matinée in cui lo ha veduto per la seconda volta, rimanda ad Anna il quadernetto, quindi torna a casa.
Jakov non pensa di amare Klara, ma è sicuro di essere suo prigioniero: lei non aveva forse detto a sua sorella che se avesse trovato l'uomo giusto, se lo sarebbe preso? E lui sente di essere stato preso. L'anima è immortale e la sua influenza può proseguire dopo la morte, ragiona Jakov, ma cosa potrebbe averle dato il potere su di lui? Il giovane deduce che sia stata la purezza: «È pura e anch'io sono puro...». 
La notte stessa comincia a sentire la voce di Klara e attende di vederla. Scorge un chiarore, si alza dal letto e riconosce la zia Platoša. L'anziana donna afferma di averlo sentito gridare di essere salvato; pertanto forse Jakov ha solo sognato e non era sveglio come credeva. L'indomani viene informato da Kupfer che Klara ha ingerito il veleno prima di salire sul palcoscenico e che è riuscita a recitare l'intero primo atto di una piece su «una fanciulla ingannata» con tanto ardore e sentimento come mai aveva fatto prima, secondo quanti hanno assistito allo spettacolo. Aratov prova qualcosa di simile al «disgusto» per quella morte ostentata, una sorta di «posa teatrale mostruosa», e questa riflessione lo aiuta a ricacciare nel profondo gli altri pensieri su di lei. Ma un nuovo sogno interviene a far vacillare il suo precario equilibrio, un sogno in cui tutto sembra arridergli, ricchezza e fortuna, e ciò nonostante vi aleggia il presentimento di una disgrazia imminente. E infatti sale su una barca d'oro e vede rattrappita sul fondo una creatura dall'aspetto scimmiesco tenere in mano una fiala con del liquido torbido. Di colpo la barca è risucchiata in un turbine oscuro, nel quale si materializza la figura di Klara mentre si uccide a teatro. Aratov si sveglia e percepisce la presenza di Klara. La chiama, le parla, sente la mano di lei sfiorargli la spalla, indi la vede seduta di fronte a lui in abito nero. Jakov si lancia verso di lei, le confessa di amarla e la bacia. Un «grido di trionfo» squarcia il silenzio nella stanza. Accorre la zia Platoša e trova Aratov svenuto, incapace di muoversi, pallido e... felice. 
(Ivan S. Turgenev, Il canto dell'amor trionfante e altri racconti, op. cit., p. 224)
La notte successiva un nuovo urlo lacerante fa accorrere Platonida Ivanovna dal nipote: Jacov è a terra, svenuto. Ha la febbre alta, delira e parla di un matrimonio consumato, della gioia di sapere finalmente cosa sia il piacere. Tornato un attimo in sé, Jakov prega la zia di non piangere e di rallegrarsi invece, perché «l'amore è più forte della morte». Così Aratov muore, con le labbra illuminate da un «sorriso di beatitudine» e con una ciocca di capelli neri femminili racchiusi nella mano destra.

## L'analisi critica

### La ricezione tra i contemporanei

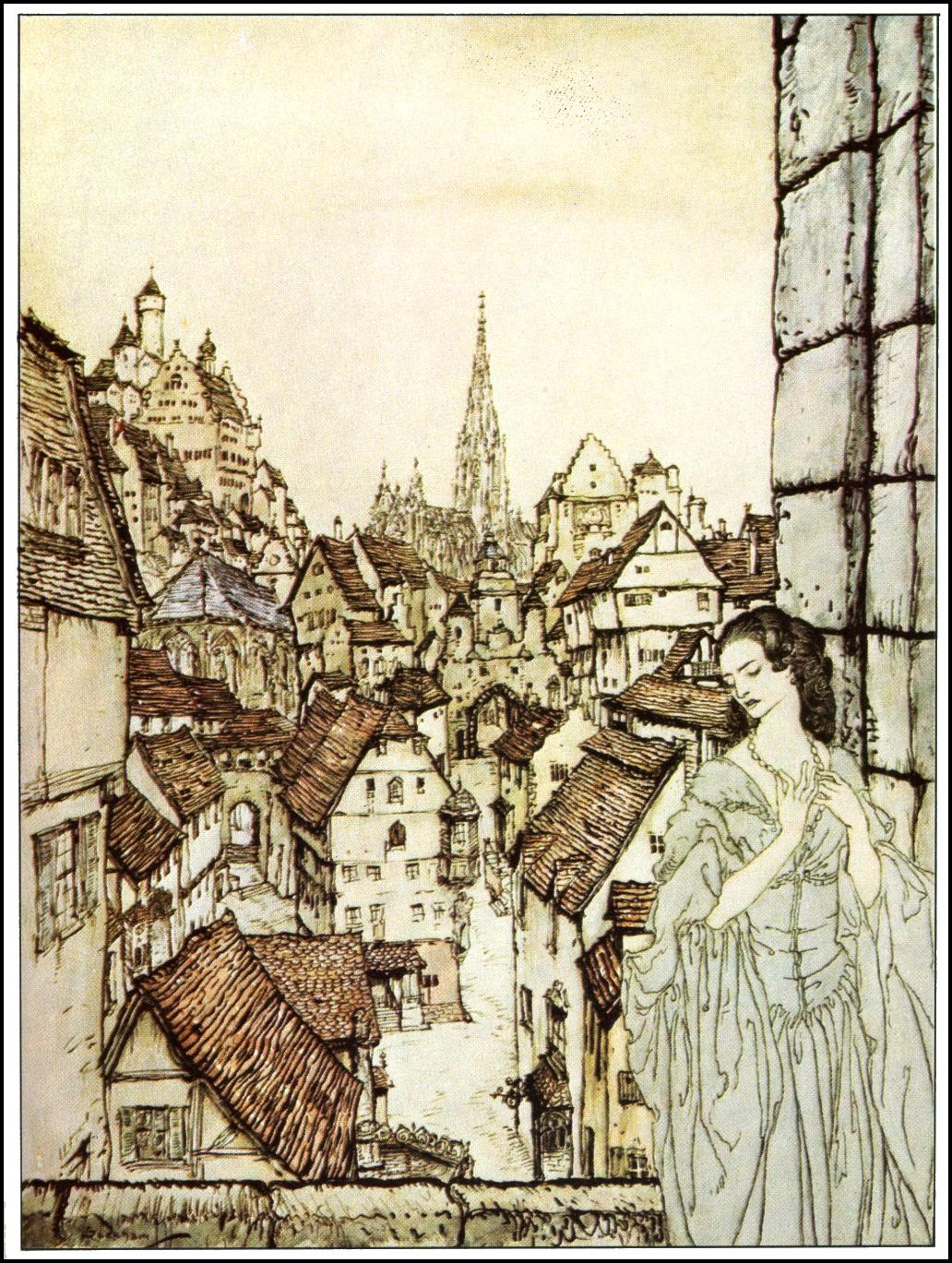
Illustrazione per "Ligeia" di Arthur Rackham

Si sa che Turgenev era solito a Parigi leggere i suoi scritti in pubblico e a tal fine organizzava con la sua compagna, Pauline Viardot, delle serate. Così fu anche per Klara Milič, letto presumibilmente a fine novembre 1882, evento cui dovette assistere il pittore Vasilij Vereščagin, a quel tempo nella Ville Lumiére, il quale non ritiene però l'opera e, più in generale, l'intera produzione dell'ultimo Turgenev, allo stesso livello di Padri e figli. L'accoglienza dei suoi colleghi scrittori fu invece piuttosto buona, specie tra quanti in passato erano stati tra i suoi detrattori per il diverso sentire politico. Così Gončarov elogiò parecchio il racconto di Turgenev, e il figlio di Leskov riferisce che il padre, dopo aver letto Klara Milič, «per circa due mesi non parlò d'altro» e biasimava quanti non si fossero accostati alla novella. La Novoe Vremja (L'Età moderna) definisce il racconto una «perla» e sottolinea come il talento della Kadmina, il cui ritratto di donna è certamente idealizzato, poteva essere compreso e rappresentato artisticamente solo da «un umanista sincero» qual è Turgenev. La critica progressista ancora una volta non risparmia il vecchio scrittore, come fa la Russkoe bogatstvo che descrive la vicenda narrata in Klara Milič con toni caricaturali. Tuttavia, in sua difesa si schiera Nedelja (La Settimana), rivista anch'essa vicina ai radicali, che vede nella storia una ripresa dei temi toccati da Il canto dell'amor trionfante, in cui l'amore di Aratov per Klara, «da lui inteso pienamente solo dopo la morte di questa donna, fino allora amata inconsciamente, è lo stesso amore trionfante che ha interamente avvinto il protagonista del racconto precedente».
«In Klara Milič il tema della morte acquista nella sua drammatica tensione tratti propriamente individuali, autobiografici, essendo ormai divenuto per Turgenev non solo nell'arte, ma anche nella vita, oggetto di riflessione imprescindibile fino a risultare ossessivo». Annenskij avverte nella musica del racconto l'ingresso di una nota di sofferenza fisica, la sofferenza di Turgenev, la quale si fa dolore estetizzante e sacrificio. Nell'evolversi della trama a crescere non è la passione d'amore, bensì la malattia, e il suo esito è la morte. Attraverso le visioni di Aratov, lo scrittore intende palesare il proprio turbamento di fronte alla fine vicina, e rappresentare nella morte del giovane quella di una specie di alter ego, di una versione giovane di sé che dimora nel passato — come tra poco accadrà al vecchio uomo malato —, ossia lo spazio della memoria che può continuare a vivere solo come immaginazione, quella che nella rivisitazione artistica acquista i contorni della visione. Nell'intricato groviglio di vita e letteratura che è il racconto, Klara può infine ben essere la «nostalgica proiezione» di Pauline Viardot, la donna che la madre di Turgenev usava chiamare con disprezzo la zingara.
La novella vanta diversi antecedenti letterari, sebbene nessuno sia da ritenersi una sostanziale fonte di ispirazione. Suggestioni dirette provenienti dal dramma di Pedro Calderón de la Barca, Amar después de la muerte, non ce ne sono se si escludono il titolo, che coincide con quello dato in origine da Turgenev, e il nome della protagonista, Doña Clara Malec. Maggiori e più profonde attinenze si trovano prendendo in esame il racconto Vera di Auguste de Villiers de L'Isle-Adam, nella fosca coloritura delle atmosfere, in cui l’allucinatorio si confonde con il reale. Come ammesso da Turgenev nella lettera succitata, una qualche eco sul racconto è giunta dalle eroine di Poe, Eleonora, Morella, Ligeia, che dopo la morte continuano a tenere col mondo dei vivi un legame mistico creato dall'amore, per quanto non si vada oltre l'impiego di comuni tematiche, perché le peculiarità di stile dei due scrittori non sono affini. Per il critico Lev V. Pumpjanskij (1891-1940), infatti, Turgenev, diversamente da Poe, non cede al fantastico, all'irrazionale, e consegna al lettore l'elemento misterioso sempre accompagnato da una possibile spiegazione che rientra nell'ordine del fenomeno naturale. Perfino nello scioccante finale del racconto, che sembra acclarare il ritorno alla vita di Klara e il compimento dell'unione sessuale con Aratov, l'autore avanza l'ipotesi che la sorella della morta possa aver lasciato inavvertitamente la ciocca di capelli nel diario dato a Jakov. E quindi ecco che a essere raccontata da Turgenev non sarebbe più una storia fantastica, ma la tragedia di una psiche malata.

### L'interpretazione psicologica del racconto

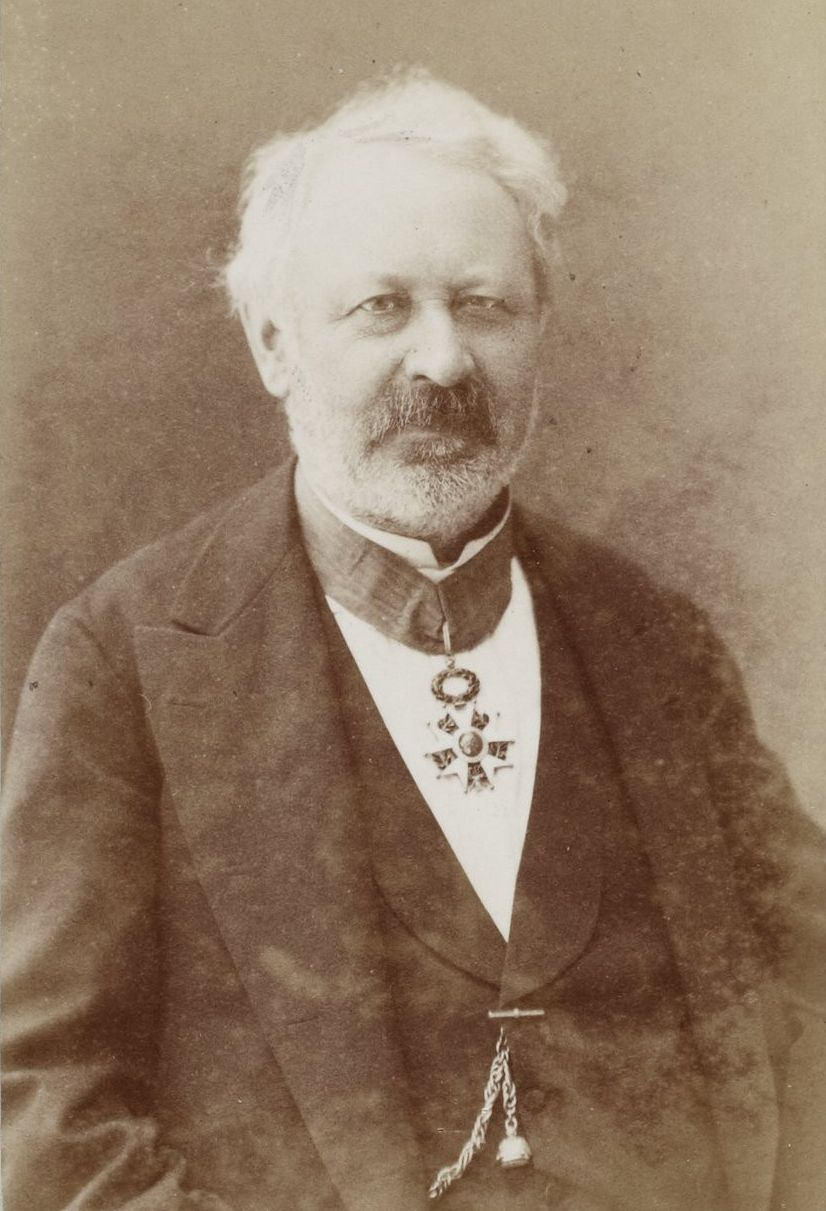
Alfred Maury nel 1883

Tra il 1860 e il 1880 le rappresentazioni della vita psichica cominciano a essere studiate secondo un approccio di tipo scientifico, dando particolare rilevanza all'analisi del dualismo mente-corpo, di come lo stato mentale di un individuo e la sua salute fisica si influenzino reciprocamente. È l’epoca in cui si comincia a parlare di inconscio, di telepatia, di ipnosi, di memoria genetica.Tali temi affascinarono Turgenev ed entrarono nella sua opera, senza con ciò modificare il suo status di scrittore realista, giacché a ben vedere a cambiare è solo l'oggetto della sua indagine: non più il mondo esterno all'individuo quanto invece la sua sfera intima, le «segrete vibrazioni» della mente. 
Propedeutico a questo nuovo filone di studii, fu il lavoro dell'erudita francese Alfred Maury (1817-1892)  Le Sommeil et les rêves (Il sonno e i sogni), del 1861. Per Maury le persone più inclini a soffrire di allucinazioni ipnagogiche sono quelle che facilmente possono raggiungere un alto livello di eccitabilità, che soffrono di ipertrofia cardiaca, di infiammazione del pericardio, di malattie cerebrali, tutti sintomi manifestati per l'appunto da Aratov. Una delle cause che può portare alle allucinazioni è il perdurare nell'inconscio di forti impressioni o del ricordo di vivide immagini; e infatti Aratov, alla vigilia della prima esperienza allucinatoria, ha il pensiero fisso a Klara e al ritratto di lei ricevuto a Kazan'. Maury crede altresì che l'insorgenza del fenomeno allucinatorio sia più probabile quando l'individuo vive una condizione di scarsa attenzione, di affaticamento fisico e mentale, uno stato frequente nella fase del dormiveglia, spesso foriera di sogni. E Turgenev, nel descrivere la prima allucinazione di Aratov, è volutamente oscuro nell'indicare il momento in cui il giovane si addormenta e quello in cui si sveglia, tanto da non chiarire se la sua sia stata un'allucinazione o un sogno. Non lascia invece dubbi che si sia trattato di un delirante vaneggiamento, allorché Aratov sente la mano di Klara sulla spalla e ode la sua voce, ma anche qui accoglie le teorie di Maury, secondo cui col tempo le allucinazioni ipnagogiche tendono a tramutarsi in vere e proprie visioni.

## Nella cultura di massa
- Posle smerti, film muto del 1915 per la regia di Evgenij Francevič Bauer, con Vitol'd A. Polonskij e Vera A. Karalli.
- Nello stesso anno il regista polacco Edward Puchalski filma il racconto di Turgenev in una pellicola che però non è giunta fino a noi.
- Aleksandr Kastal'skij compose nel 1909 l'opera in quattro atti Klara Milič.